# 白部真一
白部 真一（しらべ しんいち、1963年6月11日 - ）は、日本のクリエイティブディレクター、コピーライター、作詞家。東日本大震災応援プロジェクトALIGATO.JPメンバー。

## 主な仕事
- ACR「週刊求人」
- 福岡ボート
- 博多井筒屋
- 福岡歴史の町
- 天神コア
- エマックス・クルメ
- エマックス・オオイタ
- 日産「イチロ・ニッサン」、「マイ・スウィート・セフィーロ」、「アベニールお・ま・た」、「ブルーバードすこブル」、「テラノ」、「エントリーカーめくるめくるシリーズ」、「日産バサラそんなバカなショッピング」
- JT「大人たばこ養成講座」、「飲茶楼」
- JRA「高倉健シリーズ」
- アサヒビール「ピュアゴールド」、「福島麦酒」
- ブリヂストン「AQドーナツ」
- 富士紡績「B.V.D.」
- リクルート「ガテン」
- IBM「環境品質広告シリーズ」、「ibm.com/direct」
- WWF「living planet」
- NIKE「西武ライオンズ」、「鹿島アントラーズ新ユニ発表」、「S.T.H」
- 日本リーバ「DOVEモイスチャーシャンプー」
- 石松「OYAJIシリーズ」
- キューサイ「ツージー」
- テイジン「だけじゃない、テイジン」
- NTTDoCoMo九州「ステージアップフェア」
- なか卯「すだちおろしうどん」
- Dr.Ci:Labo「アクアコラーゲンゲル」
- 積和不動産「MAST」、「J-WAVE TOKIO HOT 100 ブランドＵＰＲＣＭ」
- 野村貿易「MACLAREN」、「自然派ワインヴァン・ナチュール・カリテ」
- UR関西「関西ニュータウン」
- オルビス「エクセレントホワイト」、「アクアフォースエキストラ読売新聞」、「クレンジングリキッドスヌーピーボトル」
- KNB北日本放送「ミラコン」

## 受賞
- 1987年 - あなたが企業を青田買い。（週刊求人・ポスター）福岡コピーライターズクラブFCC賞
- 1988年 - 時給太り。（週刊求人・ポスター）大阪コピーライターズクラブOCC新人賞
- 1989年 - ストレスが波の彼方に消えて行〜く♪（福岡ボート・RCM60秒シリーズ

福岡コピーライターズクラブFCC賞、福岡広告協会賞ラジオCM部門銀賞
- 1991年 - 誰かが当たる。（エマックスオオイタ・RCM20秒）福岡広告協会賞ラジオ部門銅賞
- 1992年 - 忍者村/応援歌2番（福岡歴史の町・TVCM15秒）ACC地域CM部門奨励賞
- 1995年8月24日、私たち、クルマ買いかえます。他（NISSANセフィーロ・新聞他）

朝日広告賞、毎日広告賞、読売広告賞、新聞広告協会賞、フジサンケイ・メディアミックス賞、
日本ボウリング協会広告賞
- 1996年 - イチロ・ニッサンリリーフカー（NISSAN統一フェア・TVCM15秒）ACC秀作賞

イチロ・ニッサン馬にもつけて（NISSAN統一フェア・TVCM15秒）ACC秀作賞
セフィーロ見送り（NISSANセフィーロ・TVCM30秒）ACC秀作賞
- 1997年 - あ、雪。テラノ買おう。（NISSANテラノ・新聞）ブルー日刊アドグランプリ

野獣着るべし。（B.V.D.富士紡績・TVCM15秒）ACC秀作賞
- 2000年 - NISSANBASSARAそんなバカなSHOPPINNG！（NISSANバサラ・TVCM60秒）

TCC東京コピーライターズクラブ新人賞、
テレビSmall Budget CM部門ACC賞
- 2001年 - NISSANBASARAそんなバカなSHOPPING!（NISSANバサラ・TVCM60秒）福岡コピーライターズクラブFCC賞

大人たばこ養成講座（JT広報・雑誌広告シリーズ）福岡コピーライターズクラブFCC賞、角川書店グループ雑誌広告賞
ibm.com/direct(日本IBM・雑誌広告シリーズ)日経パソコン広告賞
- 2000年 - だけじゃない、テイジン。（テイジン企業ブランド・TVCM60秒シリーズ）ACC賞
- 2001年 - だけじゃない、テイジン。ACCFINALIST TVCM60秒、30秒、シリーズ
- 2002年 - だけじゃない、テイジン。新聞広告日本産業広告賞佳作
- 2007年 - だけじゃない、テイジン。日経BP賞優秀賞雑誌広告シリーズ

## 作詞／作曲
- 少年ナイフ飲茶楼で、めちゃ、うまかろう 作詞（共作詞：太田光）
- テイジンエコサークル音頭 作詞・作曲
- UR関西ニュータウン家族DEケロケ〜ロ 作詞・作曲
- 愛してるって、上手くいえないから 作詞
- ALIGATO 作詞

## 出演、講演等
- 岩田屋コミュニティカレッジ「コピー講座」講師
- 荒木経惟写真集「恋愛関係」出演
- 宣伝会議社書籍「WEBドメインマーケティング」インタビュー、「宣伝会議賞」1次審査委員
- 日本工学院「ミュージックエンターテイメント科」非常勤講師
- セミナーズネットワーク「ブランドクリエイティブ」講師、寄稿